# Majerovce
Majerovce este o comună slovacă, aflată în districtul Vranov nad Topľou din regiunea Prešov. Localitatea se află la altitudinea de 132 m deasupra n.m., se întinde pe o suprafață de 3,54 km2 și în 2017 număra 439 de locuitori.

## Istoric
Localitatea Majerovce este atestată documentar din 1363.

## Demografie
| An:                | 1994 | 2004   | 2014   | 2024   |
| ------------------ | ---- | ------ | ------ | ------ |
| Număr de persoane: | 455  | 448    | 444    | 436    |
| Diferență:         |      | −1,53% | −0,89% | −1,80% |

| An:                | 2023 | 2024   |
| ------------------ | ---- | ------ |
| Număr de persoane: | 431  | 436    |
| Diferență:         |      | +1,16% |